# Iglesia de Santa María Magdalena (Arrieta)
La iglesia de Santa María Magdalena es un edificio situado en el concejo español de Arrieta, en la provincia de Álava.

## Descripción
El edificio se encuentra en el concejo español de Arrieta, del municipio de Iruraiz-Gauna, perteneciente a la provincia de Álava, en la comunidad autónoma del País Vasco. Se menciona como iglesia parroquial del lugar en el tercer volumen del Diccionario geográfico-estadístico-histórico de España y sus posesiones de Ultramar de Pascual Madoz, donde aparece descrita con las siguientes palabras: «la igl. parr. (Sta. María Magdalena) está servida por 1 beneficiado». En el tomo de la Geografía general del País Vasco-Navarro dedicado a Álava y escrito por Vicente Vera y López, se dice lo siguiente: «Su parroquia, de categoría rural de segunda clase, está dedicada á Santa María Magdalena, y pertenece al arciprestazgo de Alegría».